# Bilzen
Bilzen è una città belga di 32 328 abitanti, situata nella provincia fiamminga del Limburgo belga.